# Amphiura tumulosa
Amphiura tumulosa är en ormstjärneart som beskrevs av Alexander Michailovitsch Djakonov 1954. Amphiura tumulosa ingår i släktet Amphiura och familjen trådormstjärnor. Inga underarter finns listade i Catalogue of Life.